# Marruecos en la Copa Mundial de Fútbol
La selección de fútbol de Marruecos ha jugado en seis ediciones de la Copa Mundial de Fútbol. Su primera participación fue en la Copa Mundial de Fútbol de 1970 y su última participación es en la Copa Mundial de Fútbol de 2022. La selección fue la primera de la Confederación Africana en avanzar más allá de la Fase de grupos en 1986 y la primera semifinalista del continente en 2022. Además se ubica en el puesto 32 en el ranking histórico de los Mundiales de Fútbol.

## Resumen de participaciones
| Copa Mundial de Fútbol | Copa Mundial de Fútbol  | Copa Mundial de Fútbol  | Copa Mundial de Fútbol  | Copa Mundial de Fútbol  | Copa Mundial de Fútbol  | Copa Mundial de Fútbol  | Copa Mundial de Fútbol  | Copa Mundial de Fútbol  | Copa Mundial de Fútbol  | Copa Mundial de Fútbol  |
| Año                    | Ronda                   | Posición                | PJ                      | PG                      | PE                      | PP                      | GF                      | GC                      | Dif.                    | Goleador                |
| ---------------------- | ----------------------- | ----------------------- | ----------------------- | ----------------------- | ----------------------- | ----------------------- | ----------------------- | ----------------------- | ----------------------- | ----------------------- |
| 1930                   | No existía la selección | No existía la selección | No existía la selección | No existía la selección | No existía la selección | No existía la selección | No existía la selección | No existía la selección | No existía la selección | No existía la selección |
| 1934                   | No existía la selección | No existía la selección | No existía la selección | No existía la selección | No existía la selección | No existía la selección | No existía la selección | No existía la selección | No existía la selección | No existía la selección |
| 1938                   | No existía la selección | No existía la selección | No existía la selección | No existía la selección | No existía la selección | No existía la selección | No existía la selección | No existía la selección | No existía la selección | No existía la selección |
| 1950                   | No participó            | No participó            | No participó            | No participó            | No participó            | No participó            | No participó            | No participó            | No participó            | No participó            |
| 1962                   | No clasificó            | No clasificó            | No clasificó            | No clasificó            | No clasificó            | No clasificó            | No clasificó            | No clasificó            | No clasificó            | No clasificó            |
| 1966                   | Se retiró               | Se retiró               | Se retiró               | Se retiró               | Se retiró               | Se retiró               | Se retiró               | Se retiró               | Se retiró               | Se retiró               |
| 1970                   | Fase de grupos          | 14°                     | 3                       | 0                       | 1                       | 2                       | 2                       | 6                       | -4                      | Jarir y Ghazouani (1)   |
| 1974                   | No clasificó            | No clasificó            | No clasificó            | No clasificó            | No clasificó            | No clasificó            | No clasificó            | No clasificó            | No clasificó            | No clasificó            |
| 1978                   | No clasificó            | No clasificó            | No clasificó            | No clasificó            | No clasificó            | No clasificó            | No clasificó            | No clasificó            | No clasificó            | No clasificó            |
| 1982                   | No clasificó            | No clasificó            | No clasificó            | No clasificó            | No clasificó            | No clasificó            | No clasificó            | No clasificó            | No clasificó            | No clasificó            |
| 1986                   | Octavos de final        | 11°                     | 4                       | 1                       | 2                       | 1                       | 3                       | 2                       | +1                      | Abdelkrim Merry (2)     |
| 1990                   | No clasificó            | No clasificó            | No clasificó            | No clasificó            | No clasificó            | No clasificó            | No clasificó            | No clasificó            | No clasificó            | No clasificó            |
| 1994                   | Fase de grupos          | 23°                     | 3                       | 0                       | 0                       | 3                       | 2                       | 5                       | -3                      | Chaouch y Nader (1)     |
| 1998                   | Fase de grupos          | 18°                     | 3                       | 1                       | 1                       | 1                       | 5                       | 5                       | 0                       | Bassir y Hadda (2)      |
| 2002                   | No clasificó            | No clasificó            | No clasificó            | No clasificó            | No clasificó            | No clasificó            | No clasificó            | No clasificó            | No clasificó            | No clasificó            |
| 2006                   | No clasificó            | No clasificó            | No clasificó            | No clasificó            | No clasificó            | No clasificó            | No clasificó            | No clasificó            | No clasificó            | No clasificó            |
| 2010                   | No clasificó            | No clasificó            | No clasificó            | No clasificó            | No clasificó            | No clasificó            | No clasificó            | No clasificó            | No clasificó            | No clasificó            |
| 2014                   | No clasificó            | No clasificó            | No clasificó            | No clasificó            | No clasificó            | No clasificó            | No clasificó            | No clasificó            | No clasificó            | No clasificó            |
| 2018                   | Fase de grupos          | 27°                     | 3                       | 0                       | 1                       | 2                       | 2                       | 4                       | -2                      | Boutaïb y En-Nesyri (1) |
| 2022                   | Semifinales             | -                       | 6                       | 3                       | 2                       | 1                       | 5                       | 3                       | 2                       | Youssef En-Nesyri (2)   |
| 2026                   | Por disputarse          | Por disputarse          | Por disputarse          | Por disputarse          | Por disputarse          | Por disputarse          | Por disputarse          | Por disputarse          | Por disputarse          | Por disputarse          |
| Total                  | 6/22                    | 33°                     | 22                      | 5                       | 7                       | 10                      | 19                      | 25                      | -6                      | Youssef En-Nesyri (3)   |

## Ediciones

### México 1970

#### Primera fase / Grupo 4
| Selección        | Pts. | PJ | PG | PE | PP | GF | GC | Dif. |
| ---------------- | ---- | -- | -- | -- | -- | -- | -- | ---- |
| Alemania Federal | 6    | 3  | 3  | 0  | 0  | 10 | 4  | 6    |
| Perú             | 4    | 3  | 2  | 0  | 1  | 7  | 5  | 2    |
| Bulgaria         | 1    | 3  | 0  | 1  | 2  | 5  | 9  | -4   |
| Marruecos        | 1    | 3  | 0  | 1  | 2  | 2  | 6  | -4   |

| 3 de junio de 1970 | Alemania Federal        | 2:1 (0:1) | Marruecos | Estadio Nou Camp, León                                         |                                                                |
| 16:00              | Seeler 56' · Müller 80' | Reporte   | Jarir 21' | Asistencia: 12.942 espectadores Árbitro(s): Laurens van Ravens | Asistencia: 12.942 espectadores Árbitro(s): Laurens van Ravens |

| 6 de junio de 1970 | Perú                          | 3:0 (0:0) | Marruecos | Estadio Nou Camp, León                                      |                                                             |
| 16:00              | Cubillas 65', 75' · Chale 67' | Reporte   |           | Asistencia: 13.537 espectadores Árbitro(s): Tofik Bakhramov | Asistencia: 13.537 espectadores Árbitro(s): Tofik Bakhramov |

| 11 de junio de 1970 | Bulgaria    | 1:1 (1:0) | Marruecos     | Estadio Nou Camp, León                                       |                                                              |
| 16:00               | Jetchev 40' | Reporte   | Ghazouani 61' | Asistencia: 12.299 espectadores Árbitro(s): Antonio Saldanha | Asistencia: 12.299 espectadores Árbitro(s): Antonio Saldanha |

#### Estadísticas

##### Posiciones
| Equipo | Equipo          | Pts | PJ | PG | PE | PP | GF | GC | Dif | Rend  |
| ------ | --------------- | --- | -- | -- | -- | -- | -- | -- | --- | ----- |
| 13     | Bulgaria        | 1   | 3  | 0  | 1  | 2  | 5  | 9  | -4  | 16.6% |
| 14     | Marruecos       | 1   | 3  | 0  | 1  | 2  | 2  | 6  | -4  | 16.6% |
| 15     | República Checa | 0   | 3  | 0  | 0  | 3  | 2  | 7  | -5  | 0%    |

##### Goleadores
| Jugador            | Goles |
| ------------------ | ----- |
| Mohamed Jarir      | 1     |
| Maouhoub Ghazouani | 1     |

### México 1986

#### Primera fase / Grupo F
| Selección  | Pts. | PJ | PG | PE | PP | GF | GC | Dif. |
| ---------- | ---- | -- | -- | -- | -- | -- | -- | ---- |
| Marruecos  | 4    | 3  | 1  | 2  | 0  | 3  | 1  | 2    |
| Inglaterra | 3    | 3  | 1  | 1  | 1  | 3  | 1  | 2    |
| Polonia    | 3    | 3  | 1  | 1  | 1  | 1  | 3  | -2   |
| Portugal   | 2    | 3  | 1  | 0  | 2  | 2  | 4  | -2   |

| 2 de junio de 1986 | Marruecos | 0:0     | Polonia | Estadio Universitario, Monterrey                                     |                                                                      |
| 16:00              |           | Reporte |         | Asistencia: 19.900 espectadores Árbitro(s): José Luis Martínez Bazán | Asistencia: 19.900 espectadores Árbitro(s): José Luis Martínez Bazán |

| 6 de junio de 1986 | Inglaterra | 0:0     | Marruecos | Estadio Tecnológico, Monterrey                                          |                                                                         |
| 16:00              |            | Reporte |           | Asistencia: 20.200 espectadores Árbitro(s): Efrain Gabriel González Roa | Asistencia: 20.200 espectadores Árbitro(s): Efrain Gabriel González Roa |

| 11 de junio de 1986                                                  | Portugal       | 1:3 (0:2) | Marruecos                   | Estadio Tres de Marzo, Zapopan                          |                                                         |
| 16:00                                                                | Diamantino 79' | Reporte   | Khairi 19', 27' · Merry 62' | Asistencia: 28.000 espectadores Árbitro(s): Alan Snoddy | Asistencia: 28.000 espectadores Árbitro(s): Alan Snoddy |
| Primera clasificación de una selección africana a la siguiente fase. |                |           |                             |                                                         |                                                         |

#### Octavos de final
| 17 de junio de 1986 | Marruecos | 0:1 (0:0) | Alemania Federal | Estadio Universitario, Monterrey                           |                                                            |
| 16:00               |           | Reporte   | Matthäus 88'     | Asistencia: 19 800 espectadores Árbitro(s): Zoran Petrović | Asistencia: 19 800 espectadores Árbitro(s): Zoran Petrović |

#### Estadísticas

##### Posiciones
| Equipo | Equipo          | Pts | PJ | PG | PE | PP | GF | GC | Dif | Rend  |
| ------ | --------------- | --- | -- | -- | -- | -- | -- | -- | --- | ----- |
| 10     | Unión Soviética | 5   | 4  | 2  | 1  | 1  | 12 | 5  | 7   | 62,5% |
| 11     | Marruecos       | 4   | 4  | 1  | 2  | 1  | 3  | 2  | 1   | 50,0% |
| 12     | Italia          | 4   | 4  | 1  | 2  | 1  | 5  | 6  | -1  | 50,0% |

##### Goleadores
| Jugador           | Goles |
| ----------------- | ----- |
| Abderrazak Khairi | 2     |
| Abdelkrim Merry   | 1     |

### Estados Unidos 1994

#### Primera fase / Grupo F
| Selección      | Pts. | PJ | PG | PE | PP | GF | GC | Dif. |
| -------------- | ---- | -- | -- | -- | -- | -- | -- | ---- |
| Países Bajos   | 6    | 3  | 2  | 0  | 1  | 4  | 3  | 1    |
| Arabia Saudita | 6    | 3  | 2  | 0  | 1  | 4  | 3  | 1    |
| Bélgica        | 6    | 3  | 2  | 0  | 1  | 2  | 1  | 1    |
| Marruecos      | 0    | 3  | 0  | 0  | 3  | 2  | 5  | -3   |

| 19 de junio de 1994 | Bélgica     | 1:0 (1:0) | Marruecos | Citrus Bowl, Orlando                                           |                                                                |
| 12:30 (EDT)         | Degryse 11' | Reporte   |           | Asistencia: 61.219 espectadores Árbitro(s): José Torres Cadena | Asistencia: 61.219 espectadores Árbitro(s): José Torres Cadena |

| 25 de junio de 1994                                                                                           | Arabia Saudita                | 2:1 (2:1) | Marruecos   | Giants Stadium, Nueva York                             |                                                        |
| 12:30 (EDT)                                                                                                   | Al Jaber 7' (pen.) · Amin 45' | Reporte   | Chaouch 26' | Asistencia: 76.322 espectadores Árbitro(s): Philip Don | Asistencia: 76.322 espectadores Árbitro(s): Philip Don |
| Primer enfrentamiento entre dos países árabes en un Mundial. Primera victoria de Arabia Saudita en Mundiales. |                               |           |             |                                                        |                                                        |

| 29 de junio de 1994 | Marruecos | 1:2 (0:1) | Países Bajos           | Citrus Bowl, Orlando                                               |                                                                    |
| 12:30 (EDT)         | Nader 47' | Reporte   | Bergkamp 43' · Roy 77' | Asistencia: 60.578 espectadores Árbitro(s): Alberto Tejada Noriega | Asistencia: 60.578 espectadores Árbitro(s): Alberto Tejada Noriega |

#### Estadísticas

##### Posiciones
| Equipo | Equipo    | Pts | PJ | PG | PE | PP | GF | GC | Dif | Rend  |
| ------ | --------- | --- | -- | -- | -- | -- | -- | -- | --- | ----- |
| 22     | Camerún   | 1   | 3  | 0  | 1  | 2  | 3  | 11 | -8  | 11,1% |
| 23     | Marruecos | 0   | 3  | 0  | 0  | 3  | 2  | 5  | -3  | 0%    |
| 24     | Grecia    | 0   | 3  | 0  | 0  | 3  | 0  | 10 | -10 | 0%    |

##### Goleadores
| Jugador          | Goles |
| ---------------- | ----- |
| Mohammed Chaouch | 1     |
| Hassan Nader     | 1     |

### Francia 1998

#### Primera fase / Grupo A
| Selección | Pts. | PJ | PG | PE | PP | GF | GC | Dif. |
| --------- | ---- | -- | -- | -- | -- | -- | -- | ---- |
| Brasil    | 6    | 3  | 2  | 0  | 1  | 6  | 3  | 3    |
| Noruega   | 5    | 3  | 1  | 2  | 0  | 5  | 4  | 1    |
| Marruecos | 4    | 3  | 1  | 1  | 1  | 5  | 5  | 0    |
| Escocia   | 1    | 3  | 0  | 1  | 2  | 2  | 6  | -4   |

| 10 de junio de 1998 | Marruecos             | 2:2 (1:1) | Noruega                         | Stade de la Mosson, Montpellier                             |                                                             |
| 21:00               | Hadji 37' · Hadda 60' | Reporte   | Chippo 45+1' (a.g.) · Eggen 61' | Asistencia: 29 800 espectadores Árbitro(s): Pirom Anprasert | Asistencia: 29 800 espectadores Árbitro(s): Pirom Anprasert |

| 16 de junio de 1998 | Brasil                                  | 3:0 (2:0) | Marruecos | Estadio de la Beaujoire, Nantes                              |                                                              |
| 21:00               | Ronaldo 9' · Rivaldo 45+2' · Bebeto 50' | Reporte   |           | Asistencia: 35 500 espectadores Árbitro(s): Nikolai Levnikov | Asistencia: 35 500 espectadores Árbitro(s): Nikolai Levnikov |

| 23 de junio de 1998 | Escocia | 0:3 (0:1) | Marruecos                   | Estadio Geoffroy-Guichard, Saint-Étienne                |                                                         |
| 21:00               |         | Reporte   | Bassir 22', 85' · Hadda 46' | Asistencia: 30 600 espectadores Árbitro(s): Ali Bujsaim | Asistencia: 30 600 espectadores Árbitro(s): Ali Bujsaim |

#### Estadísticas

##### Posiciones
| Equipo | Equipo    | Pts | PJ | PG | PE | PP | GF | GC | Dif | Rend  |
| ------ | --------- | --- | -- | -- | -- | -- | -- | -- | --- | ----- |
| 17     | España    | 4   | 3  | 1  | 1  | 1  | 8  | 4  | 4   | 44,4% |
| 18     | Marruecos | 4   | 3  | 1  | 1  | 1  | 5  | 5  | 0   | 44,4% |
| 19     | Bélgica   | 3   | 3  | 0  | 3  | 0  | 3  | 3  | 0   | 33,3% |

##### Goleadores
| Jugador            | Goles |
| ------------------ | ----- |
| Salaheddine Bassir | 2     |
| Abdeljalil Hadda   | 2     |
| Mustapha Hadji     | 1     |

### Rusia 2018

#### Primera fase / Grupo B

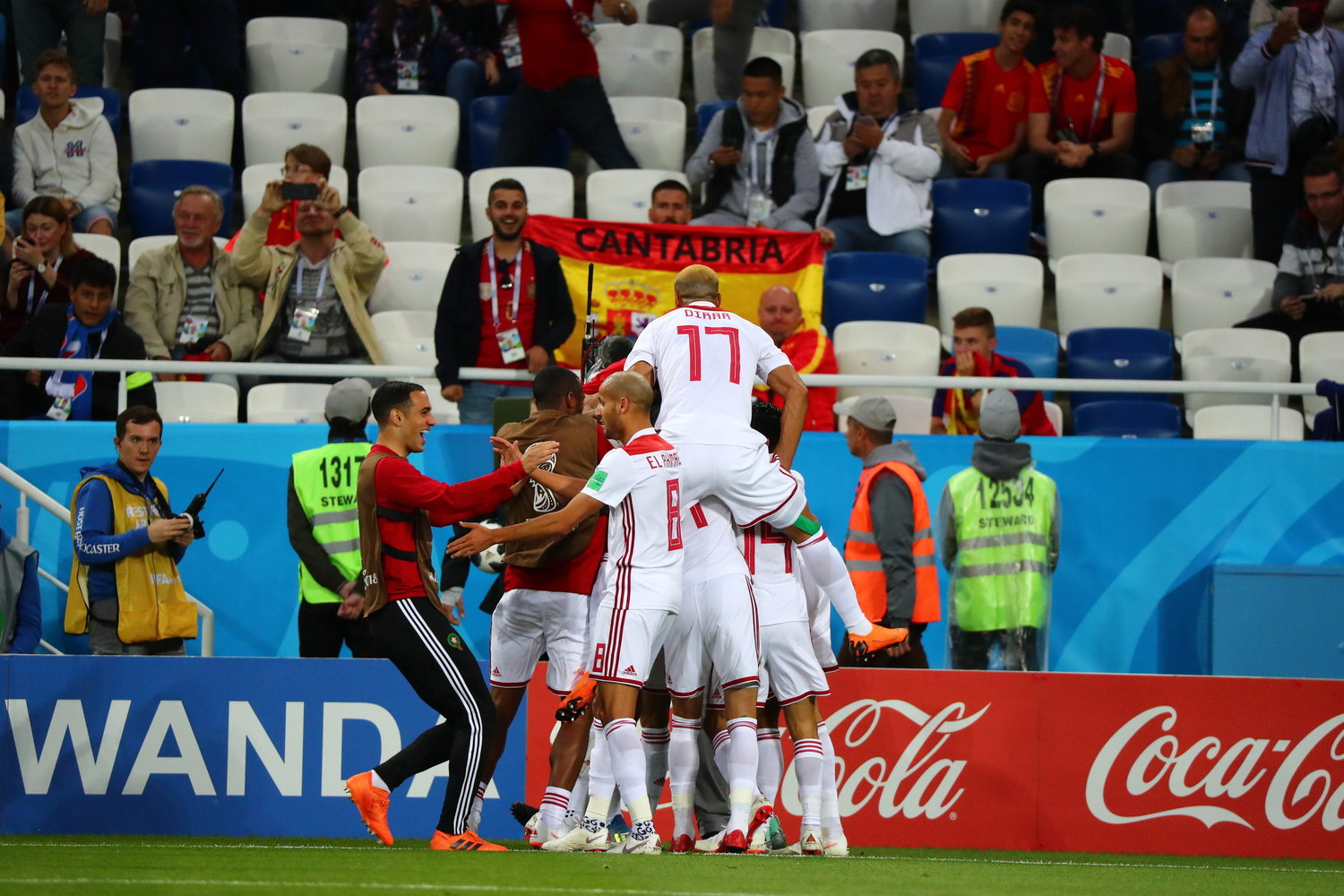
Marruecos celebra un gol contra España.

| Selección | Pts | PJ | PG | PE | PP | GF | GC | Dif |
| --------- | --- | -- | -- | -- | -- | -- | -- | --- |
| España    | 5   | 3  | 1  | 2  | 0  | 6  | 5  | 1   |
| Portugal  | 5   | 3  | 1  | 2  | 0  | 5  | 4  | 1   |
| Irán      | 4   | 3  | 1  | 1  | 1  | 2  | 2  | 0   |
| Marruecos | 1   | 3  | 0  | 1  | 2  | 2  | 4  | -2  |

| 15 de junio de 2018 | Marruecos | 0:1 (0:0) | Irán                    | Estadio Krestovski, San Petersburgo                      |                                                          |
| 18:00 MSK (UTC+3)   |           | Reporte   | Bouhaddouz 90+5' (a.g.) | Asistencia: 62 548 espectadores Árbitro(s): Cüneyt Çakır | Asistencia: 62 548 espectadores Árbitro(s): Cüneyt Çakır |

| 20 de junio de 2018 | Portugal   | 1:0 (1:0) | Marruecos | Estadio Olímpico Luzhnikí, Moscú                        |                                                         |
| 15:00 MSK (UTC+3)   | Ronaldo 4' | Reporte   |           | Asistencia: 78 011 espectadores Árbitro(s): Mark Geiger | Asistencia: 78 011 espectadores Árbitro(s): Mark Geiger |

| 25 de junio de 2018 | España                 | 2:2 (1:1) | Marruecos                   | Arena Baltika, Kaliningrado                                 |                                                             |
| 20:00 KALT (UTC+2)  | Isco 19' · Aspas 90+1' | Reporte   | Boutaïb 14' · En-Nesyri 81' | Asistencia: 33 973 espectadores Árbitro(s): Ravshan Irmatov | Asistencia: 33 973 espectadores Árbitro(s): Ravshan Irmatov |

#### Estadísticas

##### Posiciones
| Equipo | Equipo         | Pts | PJ | PG | PE | PP | GF | GC | Dif | Rend   |
| ------ | -------------- | --- | -- | -- | -- | -- | -- | -- | --- | ------ |
| 26     | Arabia Saudita | 3   | 3  | 1  | 0  | 2  | 2  | 7  | -5  | 33,33% |
| 27     | Marruecos      | 1   | 3  | 0  | 1  | 2  | 2  | 4  | -2  | 11,11% |
| 28     | Islandia       | 1   | 3  | 0  | 1  | 2  | 2  | 5  | -3  | 11,11% |

##### Goleadores
| Jugador           | Goles |
| ----------------- | ----- |
| Khalid Boutaïb    | 1     |
| Youssef En-Nesyri | 1     |

### Catar 2022

#### Primera fase / Grupo F
| Selección | Pts | PJ | PG | PE | PP | GF | GC | Dif |
| --------- | --- | -- | -- | -- | -- | -- | -- | --- |
| Marruecos | 7   | 3  | 2  | 1  | 0  | 4  | 1  | 3   |
| Croacia   | 5   | 3  | 1  | 2  | 0  | 4  | 1  | 3   |
| Bélgica   | 4   | 3  | 1  | 1  | 1  | 1  | 2  | -1  |
| Canadá    | 0   | 3  | 0  | 0  | 3  | 2  | 7  | -5  |

| 23 de noviembre de 2022 | Marruecos | 0:0     | Croacia | Estadio Al Bayt, Jor                                           |                                                                |
| 13:00                   |           | Reporte |         | Asistencia: 59 407 espectadores Árbitro(s): Fernando Rapallini | Asistencia: 59 407 espectadores Árbitro(s): Fernando Rapallini |

| 27 de noviembre de 2022 | Bélgica | 0:2 (0:0) | Marruecos                    | Estadio Al Thumama, Doha                                       |                                                                |
| 16:00                   |         | Reporte   | Sabiri 73' · Aboukhlal 90+2' | Asistencia: 43 738 espectadores Árbitro(s): César Arturo Ramos | Asistencia: 43 738 espectadores Árbitro(s): César Arturo Ramos |

| 1 de diciembre de 2022 | Canadá            | 1:2 (1:2) | Marruecos                 | Estadio Al Thumama, Doha                                  |                                                           |
| 18:00                  | Aguerd 40' (a.g.) | Reporte   | Ziyech 4' · En-Nesyri 23' | Asistencia: 43 102 espectadores Árbitro(s): Raphael Claus | Asistencia: 43 102 espectadores Árbitro(s): Raphael Claus |

#### Octavos de final
| 6 de diciembre de 2022                                               | Marruecos                         | 0:0 (t. s.)(3:0 p.)        | España                     | Estadio Ciudad de la Educación, Rayán                          |                                                                |
| 18:00                                                                |                                   | Reporte                    |                            | Asistencia: 44 667 espectadores Árbitro(s): Fernando Rapallini | Asistencia: 44 667 espectadores Árbitro(s): Fernando Rapallini |
|                                                                      |                                   | Tiros desde el punto penal |                            |                                                                |                                                                |
|                                                                      | Sabiri · Ziyech · Banoun · Hakimi |                            | Sarabia · Soler · Busquets |                                                                |                                                                |
| Primera clasificación de Marruecos a cuartos de final de un Mundial. |                                   |                            |                            |                                                                |                                                                |

#### Cuartos de final
| 10 de diciembre de 2022 | Marruecos     | 1:0 (1:0) | Portugal | Estadio Al Thumama, Doha                                  |                                                           |
| 18:00 | En-Nesyri 42' | Reporte   |          | Asistencia: 44 198 espectadores Árbitro(s): Facundo Tello | Asistencia: 44 198 espectadores Árbitro(s): Facundo Tello |
| Primera clasificación de Marruecos a una semifinal de un mundial convirtiéndose así en la primera selección africana que se clasifica a dicha instancia. |               |           |          |                                                           |                                                           |

#### Semifinal
| 14 de diciembre de 2022 | Francia                          | 2:0 (1:0) | Marruecos | Estadio Al Bayt, Jor                                           |                                                                |
| 22:00                   | T. Hernández 5' · Kolo Muani 79' | Reporte   |           | Asistencia: 68 294 espectadores Árbitro(s): César Arturo Ramos | Asistencia: 68 294 espectadores Árbitro(s): César Arturo Ramos |

#### Tercer puesto
| 17 de diciembre de 2022 | Croacia                 | 2:1 (2:1) | Marruecos | Estadio Internacional Khalifa, Rayán                              |                                                                   |
| 18:00                   | Gvardiol 7' · Oršić 42' | Reporte   | Dari 9'   | Asistencia: 44 137 espectadores Árbitro(s): Abdulrahman Al-Jassim | Asistencia: 44 137 espectadores Árbitro(s): Abdulrahman Al-Jassim |

## Estadísticas finales

### Tabla estadística de fases finales
Marruecos se encuentra en el puesto 32 de la tabla histórica.
|     | Equipo    | PM | Resultados | Resultados | Resultados | Resultados | Resultados | Resultados | Resultados | Resultados | Participación | Participación | Participación | Participación | Participación | Participación | Participación | Participación | Participación | Participación | Participación | Participación | Participación | Participación | Participación | Participación | Participación | Participación | Participación | Participación | Participación | Participación |
| Pts | Equipo    | PM | PJ         | PG         | PE         | PP         | Rnd        | GF         | GC         | 30         | 34            | 38            | 50            | 54            | 58            | 62            | 66            | 70            | 74            | 78            | 82            | 86            | 90            | 94            | 98            | 02            | 06            | 10            | 14            | 18            | 22            |               |
| --- | --------- | -- | ---------- | ---------- | ---------- | ---------- | ---------- | ---------- | ---------- | ---------- | ------------- | ------------- | ------------- | ------------- | ------------- | ------------- | ------------- | ------------- | ------------- | ------------- | ------------- | ------------- | ------------- | ------------- | ------------- | ------------- | ------------- | ------------- | ------------- | ------------- | ------------- | ------------- |
| 31º | Camerún   | 8  | 23         | 26         | 5          | 8          | 13         | 29,48%     | 22         | 47         |               |               |               |               |               |               |               |               |               |               |               | 17.º          |               | 7.º           | 22.º          | 25.º          | 20.º          |               | 31.º          | 32.º          |               | 19.°          |
| 32º | Marruecos | 6  | 22         | 23         | 5          | 7          | 11         | 33,33%     | 20         | 27         |               |               |               |               |               |               |               |               | 14.º          |               |               |               | 11.º          |               | 23.º          | 18.º          |               |               |               |               | 27.º          | 4.º           |
| 33º | Nigeria   | 6  | 21         | 21         | 6          | 3          | 12         | 33,33%     | 23         | 30         |               |               |               |               |               |               |               |               |               |               |               |               |               |               | 9.º           | 12.º          | 27.º          |               | 27.º          | 16.º          | 21.º          |               |

### Goleadores
| Pos. | Jugador            | Goles | Mundiales  |
| ---- | ------------------ | ----- | ---------- |
| 1    | Youssef En-Nesyri  | 3     | 2018, 2022 |
| 2    | Abderrazak Khairi  | 2     | 1986       |
| 2    | Salaheddine Bassir | 2     | 1998       |
| 2    | Abdeljalil Hadda   | 2     | 1998       |
| 5    | Maouhoub Ghazouani | 1     | 1970       |
| 5    | Houmane Jarir      | 1     | 1970       |
| 5    | Abdelkrim Merry    | 1     | 1986       |
| 5    | Mohammed Chaouch   | 1     | 1994       |
| 5    | Hassan Nader       | 1     | 1994       |
| 5    | Mustapha Hadji     | 1     | 1998       |
| 5    | Khalid Boutaïb     | 1     | 2018       |
| 5    | Romain Saïss       | 1     | 2022       |
| 5    | Zakaria Aboukhlal  | 1     | 2022       |
| 5    | Hakim Ziyech       | 1     | 2022       |

### Partidos jugados
| Pos. | Jugador               | Partidos | Mundiales   |
| ---- | --------------------- | -------- | ----------- |
| 1    | Achraf Hakimi         | 9        | 2018 y 2022 |
| 1    | Hakim Ziyech          | 9        | 2018 y 2022 |
| 3    | Romain Saïss          | 7        | 2018 y 2022 |
| 4    | Azzedine Ounahi       | 6        | 2022        |
| 4    | Sofiane Boufal        | 6        | 2022        |
| 4    | Mustapha Hadji        | 6        | 1994 y 1998 |
| 4    | Youssef En-Nesyri     | 6        | 2018 y 2022 |
| 4    | Sofyan Amrabat        | 6        | 2018 y 2022 |
| 9    | Yassine Bounou        | 5        | 2022        |
| 9    | Noussair Mazraoui     | 5        | 2022        |
| 9    | Selim Amallah         | 5        | 2022        |
| 9    | Jawad El Yamiq        | 5        | 2022        |
| 9    | Yahia Attiyat Allah   | 5        | 2022        |
| 9    | Rachid Azzouzi        | 5        | 1994 y 1998 |
| 9    | Abdelkrim El Hadrioui | 5        | 1994 y 1998 |
| 9    | Tahar El Khalej       | 5        | 1994 y 1998 |
| 9    | Noureddine Naybet     | 5        | 1994 y 1998 |

### Historial contra rivales
Actualizado al último partido jugado el 14 de diciembre de 2022: Francia 2-0 Marruecos.
| Selección      | Confederación | PJ | PG | PE | PP | GF | GC | Dif |
| -------------- | ------------- | -- | -- | -- | -- | -- | -- | --- |
| Alemania       | UEFA          | 2  | 0  | 0  | 2  | 1  | 3  | -2  |
| Arabia Saudita | AFC           | 1  | 0  | 0  | 1  | 1  | 2  | -1  |
| Bélgica        | UEFA          | 2  | 1  | 0  | 1  | 2  | 1  | 1   |
| Brasil         | CONMEBOL      | 1  | 0  | 0  | 1  | 0  | 3  | -3  |
| Bulgaria       | UEFA          | 1  | 0  | 1  | 0  | 1  | 1  | 0   |
| Canadá         | CONCACAF      | 1  | 1  | 0  | 0  | 2  | 1  | 1   |
| Croacia        | UEFA          | 1  | 0  | 1  | 0  | 0  | 0  | 0   |
| Escocia        | UEFA          | 1  | 1  | 0  | 0  | 3  | 0  | 3   |
| España         | UEFA          | 2  | 0  | 2  | 0  | 2  | 2  | 0   |
| Francia        | UEFA          | 1  | 0  | 0  | 1  | 0  | 2  | -2  |
| Irán           | AFC           | 1  | 0  | 0  | 1  | 0  | 1  | -1  |
| Inglaterra     | UEFA          | 1  | 0  | 1  | 0  | 0  | 0  | 0   |
| Noruega        | UEFA          | 1  | 0  | 1  | 0  | 2  | 2  | 0   |
| Países Bajos   | UEFA          | 1  | 0  | 0  | 1  | 1  | 2  | -1  |
| Perú           | CONMEBOL      | 1  | 0  | 0  | 1  | 0  | 3  | -3  |
| Polonia        | UEFA          | 1  | 0  | 1  | 0  | 0  | 0  | 0   |
| Portugal       | UEFA          | 3  | 2  | 0  | 1  | 4  | 2  | 2   |
| Total          | Total         | 22 | 5  | 7  | 10 | 19 | 25 | -6  |

#### Por confederación
| Confederación | PJ | PG | PE | PP | GF | GC | Dif |
| ------------- | -- | -- | -- | -- | -- | -- | --- |
| AFC           | 2  | 0  | 0  | 2  | 1  | 3  | -2  |
| CONCACAF      | 1  | 1  | 0  | 0  | 2  | 1  | 1   |
| CONMEBOL      | 2  | 0  | 0  | 2  | 0  | 6  | -6  |
| UEFA          | 18 | 4  | 7  | 6  | 16 | 15 | 1   |